# Порін
«Порін» (хорв. Porin) — опера на 5 дій хорватського композитора Ватрослава Лисинського, написана між 1848-м і 1851-м роками.  Лібрето створено Димитрієм Деметаром, приятелем Лисинського і учасником іллірійського руху. Це друга опера композитора на історичну тематику. 
Опера присвячена визвольній боротьбі хорватського народу проти франків у ІХ столітті. Опера тривалий час була заборонена владою Габсбургів, яка побоювалася, що музичний твір надихне хорватів на бунт. 
Прем'єра опери відбулася лише 2 жовтня 1897 року у Загребі, через 43 роки після смерті автора.
Найяскравішими сценами опери вважається романс Поріна «Zorko moja», арія Свєслава в темниці, і хор з другої дії.